# Marc Jarblum
Marc Jarblum, także Mordko Jabrlum, Mordechaj Jarblum, Mordka Jurblum, ps. „Towarzysz Solomon”, „Solomon”, „Mi”, „Anyutin” (ur. 24 stycznia 1887 w Warszawie, zm. 5 maja 1972 w Bene Berak) – francuski pisarz, dziennikarz i działacz syjonistyczny pochodzenia polsko-żydowskiego.

## Życiorys
Pochodził z Warszawy. Był jednym ze współzałożycieli partii Poalej Syjon na terenie Polski. Działał jako agitator i propagandysta. W trakcie rewolucji 1905 r. został aresztowany w wyniku udziału w strajku studenckim. W 1905 wysłany nielegalnie przez partię do Krakowa, a następnie w 1906 Częstochowy, gdzie pod pseudonimem „Towarzysz Solomon” wydawał gazetę „Dos Jidiszes Arbeter Wort” drukowaną w Krakowie. Podczas przemytu gazety w 1907 wpadł w ręce carskiej policji i został osadzony w więzieniu w Będzinie.
W 1907 przeniósł się do Paryża, gdzie działał we Francuskiej Partii Socjalistycznej i ukończył studia z zakresu fizyki, matematyki oraz prawa na Sorbonie. W 1911 wyjechał do Warszawy, gdzie został aresztowany i zesłany na Syberię do wsi nieopodal Wiatki, z której uciekł i powrócił do Paryża, gdzie zaprzyjaźnił się z Léonem Blumem – premierem Francji.
Podczas rewolucji październikowej omawiał m.in. z Leninem kwestię żydowską. W 1919 przez krótki okres był radnym Warszawy. W Radzie Miejskiej pełnił funkcję członka komisji finansowo-budżetowej. Ponadto w 1919 kandydował do Sejmu Ustawodawczego z ramienia Poalej Syjon. Był szczególnie aktywny politycznie w 20-leciu międzywojennym – przekonał Leona Bluma oraz przedstawicieli II Międzynarodówki do sprawy syjonistycznej. Zajmował również liczne stanowiska, był przedstawicielem syjonizmu socjalistycznego w II Międzynarodówce, przedstawicielem Agencji Żydowskiej, prezesem Federacji Stowarzyszeń Żydowskich Francji (FSJF).
Po zajęciu Francji przez III Rzeszę w 1940, Jarblum działał w żydowskim ruchu oporu. W 1943 ścigany przez Gestapo oraz kolaborującą policję, uciekł do Genewy, gdzie współpracował z Połączonym Komitetem Dystrybucyjnym i Światowym Kongresem Żydów. Po II wojnie światowej wrócił do Francji, gdzie starał się wpłynąć na rząd francuski w celu zaakceptowania przez ONZ podziału Palestyny na państwo żydowskie i arabskie oraz został prezesem i honorowym prezesem Organizacji Syjonistycznej Francji (OSF). W 1953 przeniósł się do Izraela, zamieszkując w 1955 w Tel Awiwie. Należał do komitetu wykonawczego Histadrutu oraz był członkiem Mapai.

## Życie prywatne
Był synem Borucha i Pessy Jurblum. Jego żoną była Laura Margolis Jarblum – dyrektorka Jointu we Francji.
Jego starszym bratem był Michał Jarblum (1870–1922) – pisarz i działacz socjalistyczny, radny rady miejskiej w Łodzi.

## Publicystyka
Jarblum był płodnym pisarzem – publikował liczne książki i broszury nt. Palestyny, Żydów w ZSRR oraz walki z nazizmem. Ponadto był korespondentem „Dawaru” we Francji oraz gazet jidysz w USA, Ameryce Południowej i Polsce.

### Publikacje
- The Socialist International and Zionism (1933);
- Le Destin de la Palestine juive de la Déclaration Balfour 1917 au Livre Blanc 1939 (1939);
- Ils habiteront en sécurité (1947);
- La Lutte des Juifs contre les Nazis (1945)[13].

## Odznaczenia
- Kawaler Orderu Narodowego Legii Honorowej (1948)[6][11].